# Irish Cup 1895-96
Irish Cup 1895–96 var den 16. udgave af Irish Cup, og turneringen blev vundet af Distillery FC, som dermed vandt turneringen for sjette gang. Finalen fandt sted den 14. marts 1896, hvor Glentoran FC på Solitude i Belfast blev besejret med 3-1. Glentoran FC var i en Irish Cup-finale for første gang.

## Udvalgte resultater

### Semifinaler
| Dato  | Kamp                              | Res. | Spillested              |
| ----- | --------------------------------- | ---- | ----------------------- |
| 25.1. | Glentoran FC – Derry North End FC | 8–2  | Grosvenor Park, Belfast |
| 15.2. | Distillery FC – Cliftonville FC   | 4–1  | Solitude, Belfast       |

### Finale
| Dato  | Kamp                         | Res. | Spillested        |
| ----- | ---------------------------- | ---- | ----------------- |
| 14.3. | Distillery FC – Glentoran FC | 3–1  | Solitude, Belfast |